# Simon von Saint-Quentin
Simon von Saint-Quentin war ein aus Frankreich stammender Dominikaner, Mongoleireisender und Reiseberichterstatter im 13. Jahrhundert.

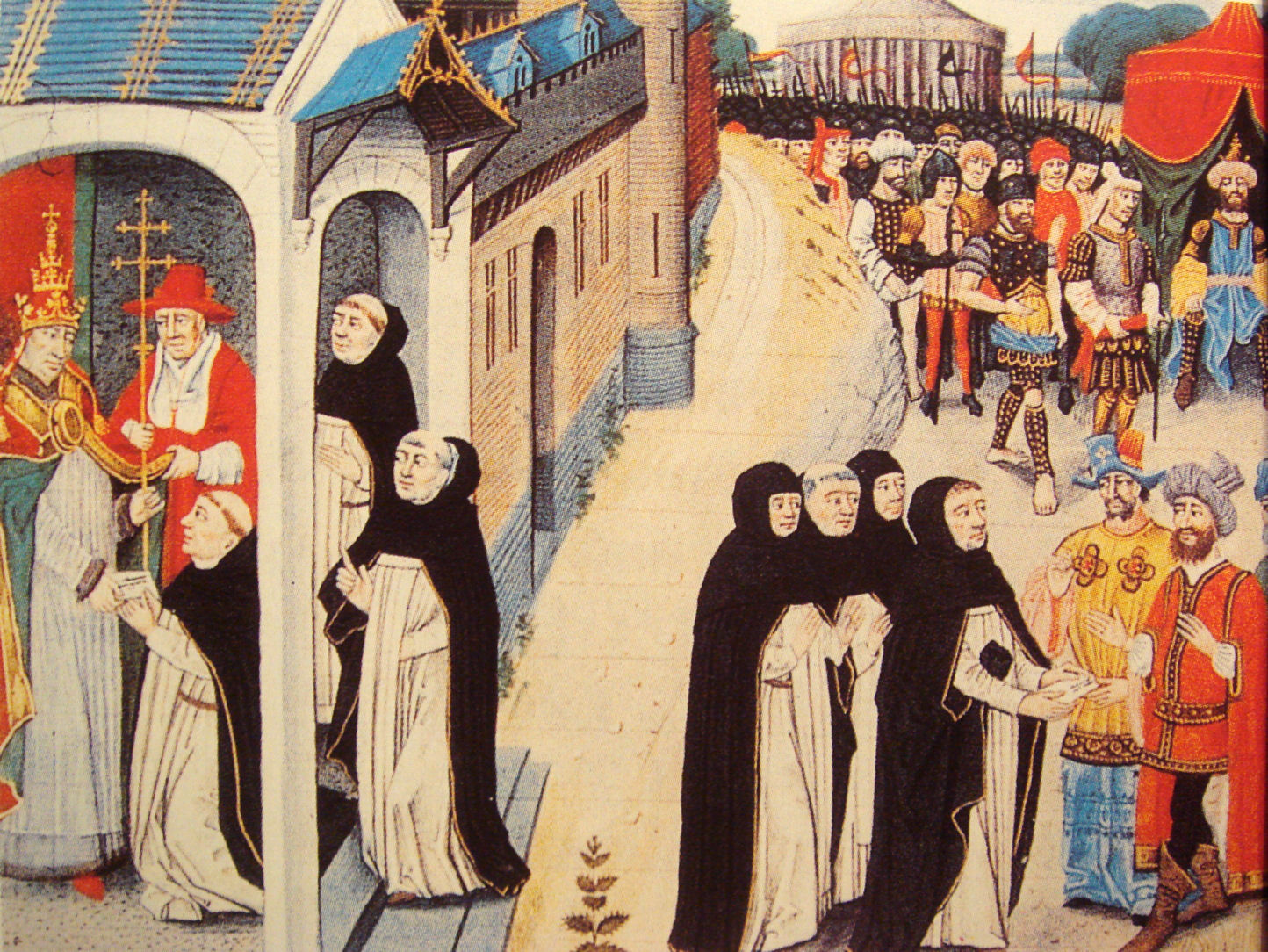
Nicolaus Ascelinus wird vom Papst mit der Mission betraut und trifft mit seinem Gefolge auf Baiju. Französische Buchmalerei aus der Chronique des empereurs von David Aubert, 1462.

In den Jahren vor 1246 ist Simon in der Ordensprovinz des Heiligen Landes als Missionar tätig geworden, wo er offenbar Kenntnisse in den lokalen Sprachen erworben hat. Hier hat er sich im Juli 1246 der Reiseexpedition seines Ordensbruders Ascelin angeschlossen, der im päpstlichen Auftrag eine Gesandtschaft zum mongolischen Feldherrn Baiju in Persien anführte. Dessen im heutigen Aserbaidschan gelegenes Feldlager konnte im Mai 1247 erreicht werden. Nachdem die diplomatische Mission fehlgeschlagen war, ist die Gesandtschaft im Sommer 1248 zum päpstlichen Hof in Lyon zurückgekehrt.
Über die Expedition hat Simon einen umfassenden Bericht (Historia Tartarorum) verfasst, der heute im Original verloren ist. Der Chronist Vinzenz von Beauvais jedoch hat mehrere Abschnitte daraus in sein Geschichtswerk (Speculum historiale) eingebunden.

## Ausgaben
- Jean Richard: Simon de Saint-Quentin. Histoire des tartares. Paris, 1965.
- Stephen Pow, Tamás Kiss, Anna Romsics, Flora Ghazaryan: Simon of Saint-Quentin: History of the Tartars. 2019 veröffentlichte, kommentierte Übersetzung ins Englische des in Vinzenz von Beauvais’Speculum historiale enthaltenen Texts; zweisprachig: Englisch / Latein.